# Liste des monuments historiques du Finistère (A-O)
cCet article recense une partie des monuments historiques du Finistère, en France.
- Haut – A
- B
- C
- D
- E
- F
- G
- H
- I
- J
- K
- L
- M
- N
- O
- P
- Q
- R
- S
- T
- U
- V
- W
- X
- Y
- Z

## Liste
Pour des raisons de taille, la liste est découpée en deux. Cette partie regroupe les communes débutant de A à O. Pour les autres, voir la Liste des monuments historiques du Finistère (P-Z).

### A-B
| Monument                                                                  | Commune          | Adresse                                     | Coordonnées                        | Notice         | Protection     | Date              | Illustration                                                              |
| ------------------------------------------------------------------------- | ---------------- | ------------------------------------------- | ---------------------------------- | -------------- | -------------- | ----------------- | ------------------------------------------------------------------------- |
| Église Saint-Pierre-et-Saint-Paul d'Argol                                 | Argol            | Place de l'Église                           | 48° 14′ 47″ nord, 4° 19′ 01″ ouest | « PA00089823 » | Classé         | 1914              | Église Saint-Pierre-et-Saint-Paul d'Argol                                 |
| Manoir du Laz                                                             | Arzano           |                                             | 47° 54′ 30″ nord, 3° 27′ 03″ ouest | « PA29000051 » | Inscrit        | 2006              | Manoir du Laz                                                             |
| Motte castrale du Roc'h                                                   | Arzano           |                                             | 47° 53′ 42″ nord, 3° 24′ 31″ ouest | « PA00135355 » | Inscrit        | 1995              | Motte castrale du Roc'h                                                   |
| Église Saint-Joseph d'Audierne                                            | Audierne         | Rue Émile Combes                            | 48° 01′ 22″ nord, 4° 32′ 29″ ouest | « PA29000107 » | Inscrit        | 2020              | Église Saint-Joseph d'Audierne                                            |
| Église Saint-Raymond d'Audierne                                           | Audierne         | Rue Émile-Zola                              | 48° 01′ 22″ nord, 4° 32′ 29″ ouest | « PA00089824 » | Inscrit        | 1932              | Église Saint-Raymond d'Audierne                                           |
| Mât Fénoux                                                                | Audierne         |                                             | 48° 00′ 40″ nord, 4° 32′ 28″ ouest | « PA29000109 » | Inscrit        | 2023              | Mât Fénoux                                                                |
| Allée couverte de l'Église Blanche                                        | Bannalec         | L'Église Blanche                            | 47° 53′ 52″ nord, 3° 43′ 53″ ouest | « PA00089825 » | Classé         | 1973              | Image manquante Téléverser                                                |
| Allée couverte de Kermaout                                                | Bannalec         | Kermaout                                    | 47° 54′ 29″ nord, 3° 43′ 33″ ouest | « PA00089826 » | Classé         | 1975              | Allée couverte de Kermaout                                                |
| Chapelle de la Véronique                                                  | Bannalec         |                                             | 47° 56′ 13″ nord, 3° 45′ 06″ ouest | « PA00089829 » | Classé         | 1914              | Chapelle de la Véronique                                                  |
| Dolmen de Cosquériou d'An Traon                                           | Bannalec         |                                             | 47° 54′ 41″ nord, 3° 37′ 54″ ouest | « PA00089827 » | Inscrit        | 1973              | Image manquante Téléverser                                                |
| Église Notre-Dame-de-Folgoët de Bannalec                                  | Bannalec         | Place de la Paix Rue de Scaër Rue Nationale | 47° 55′ 58″ nord, 3° 41′ 53″ ouest | « PA00089828 » | Inscrit        | 1926              | Église Notre-Dame-de-Folgoët de Bannalec                                  |
| Chapelle Sainte-Brigitte de Perguet                                       | Bénodet          |                                             | 47° 52′ 38″ nord, 4° 02′ 50″ ouest | « PA00089830 » | Classé         | 1916              | Chapelle Sainte-Brigitte de Perguet                                       |
| Église Saint-Thomas de Bénodet                                            | Bénodet          | quai Commandant l'Herminier                 | 47° 52′ 35″ nord, 4° 06′ 55″ ouest | « PA00089831 » | Inscrit        | 1928              | Église Saint-Thomas de Bénodet                                            |
| Hôtel le Minaret                                                          | Bénodet          | 1 corniche de l'Estuaire                    | 47° 52′ 21″ nord, 4° 06′ 39″ ouest | « PA29000010 » | Inscrit        | 1997              | Hôtel le Minaret                                                          |
| Menhir de Poulquer                                                        | Bénodet          | 11,13 avenue des Stermes                    | 47° 52′ 08″ nord, 4° 05′ 46″ ouest | « PA00089832 » | Inscrit        | 1969              | Menhir de Poulquer                                                        |
| Église Saint-Pierre de Berrien                                            | Berrien          |                                             | 48° 24′ 12″ nord, 3° 45′ 09″ ouest | « PA00089833 » | Classé         | 1915              | Église Saint-Pierre de Berrien                                            |
| Menhir de Kerampeulven                                                    | Berrien          | Kerampeulven                                | 48° 22′ 50″ nord, 3° 45′ 13″ ouest | « PA00135260 » | Inscrit        | 1995              | Menhir de Kerampeulven                                                    |
| Tumulus du Réuniou                                                        | Berrien          |                                             | 48° 24′ 31″ nord, 3° 44′ 54″ ouest | « PA29000001 » | Inscrit        | 1996              | Image manquante Téléverser                                                |
| Allée couverte de Kerbalannec (Ty-ar-c'horriket)                          | Beuzec-Cap-Sizun |                                             | 48° 04′ 59″ nord, 4° 27′ 16″ ouest | « PA00089834 » | Classé         | 1924              | Allée couverte de Kerbalannec (Ty-ar-c'horriket)                          |
| Église Notre-Dame de la Clarté                                            | Beuzec-Cap-Sizun |                                             | 48° 04′ 33″ nord, 4° 30′ 41″ ouest | « PA00089835 » | Classé         | 1937              | Église Notre-Dame de la Clarté                                            |
| Menhir de Luguenez                                                        | Beuzec-Cap-Sizun |                                             | 48° 05′ 03″ nord, 4° 31′ 59″ ouest | « PA00089836 » | Classé         | 1924              | Menhir de Luguenez                                                        |
| Moulin à vent de Kérouan                                                  | Beuzec-Cap-Sizun |                                             | 48° 04′ 50″ nord, 4° 30′ 15″ ouest | « PA00089837 » | Inscrit        | 1979              | Moulin à vent de Kérouan                                                  |
| Oppidum de Castel-Coz                                                     | Beuzec-Cap-Sizun |                                             | 48° 05′ 21″ nord, 4° 31′ 12″ ouest | « PA00089838 » | Classé         | 1921              | Oppidum de Castel-Coz                                                     |
| Église Notre-Dame de Bodilis                                              | Bodilis          | Rue Notre-Dame                              | 48° 31′ 50″ nord, 4° 06′ 59″ ouest | « PA00089839 » | Classé         | 1910              | Église Notre-Dame de Bodilis                                              |
| Croix de Saint-Ener                                                       | Botsorhel        |                                             | 48° 30′ 24″ nord, 3° 36′ 19″ ouest | « PA00089840 » | Inscrit        | 1969              | Croix de Saint-Ener                                                       |
| Église Notre-Dame de Bourg-Blanc                                          | Bourg-Blanc      | Rue Notre-Dame                              | 48° 29′ 58″ nord, 4° 30′ 20″ ouest | « PA00089841 » | Classé         | 1916              | Église Notre-Dame de Bourg-Blanc                                          |
| Alignements d'An Eured Veign                                              | Brasparts        |                                             | 48° 20′ 44″ nord, 3° 55′ 52″ ouest | « PA00089842 » | Classé Inscrit | 1968 1980         | Alignements d'An Eured Veign                                              |
| Église Notre-Dame et Saint-Tugen de Brasparts                             | Brasparts        |                                             | 48° 18′ 04″ nord, 3° 57′ 24″ ouest | « PA00089843 » | Classé         | 1914              | Église Notre-Dame et Saint-Tugen de Brasparts                             |
| Château de Kergroadès                                                     | Brélès           |                                             | 48° 28′ 40″ nord, 4° 40′ 23″ ouest | « PA00089844 » | Classé         | 1995              | Château de Kergroadès                                                     |
| Manoir de Bel-Air                                                         | Brélès           |                                             | 48° 28′ 33″ nord, 4° 43′ 17″ ouest | « PA00090484 » | Classé         | 1993              | Manoir de Bel-Air                                                         |
| Alignement de Leïtan                                                      | Brennilis        | Leïtan                                      | 48° 21′ 18″ nord, 3° 48′ 46″ ouest | « PA00135356 » | Inscrit        | 1995              | Alignement de Leïtan                                                      |
| Calvaire de Nestavel                                                      | Brennilis        | Kerstrat                                    | 48° 21′ 13″ nord, 3° 51′ 51″ ouest | « PA00089845 » | Classé         | 1928              | Calvaire de Nestavel                                                      |
| Dolmen de Ty-ar-Boudiged                                                  | Brennilis        |                                             | 48° 21′ 43″ nord, 3° 50′ 53″ ouest | « PA00135261 » | Inscrit        | 1995              | Dolmen de Ty-ar-Boudiged                                                  |
| Église Notre-Dame de Brennilis                                            | Brennilis        |                                             | 48° 21′ 25″ nord, 3° 51′ 02″ ouest | « PA00089846 » | Classé         | 1914              | Église Notre-Dame de Brennilis                                            |
| Auberge de jeunesse du Moulin Blanc                                       | Brest            | 5 rue de Kerbriant                          | 48° 23′ 39″ nord, 4° 26′ 07″ ouest | « PA29000102 » | Inscrit        | 19 septembre 2018 | Auberge de jeunesse du Moulin Blanc                                       |
| Bâtiment aux Lions                                                        | Brest            |                                             | 48° 23′ 19″ nord, 4° 29′ 59″ ouest | « PA29000065 » | Classé         | 2011              | Bâtiment aux Lions                                                        |
| Château de Brest                                                          | Brest            | 6 boulevard Jean-Moulin                     | 48° 22′ 53″ nord, 4° 29′ 41″ ouest | « PA00089847 » | Classé         | 1923              | Château de Brest                                                          |
| Église Saint-Louis de Brest                                               | Brest            |                                             | 48° 23′ 20″ nord, 4° 29′ 25″ ouest | « PA29000104 » | Inscrit        | 12 décembre 2018  | Église Saint-Louis de Brest                                               |
| Église Sainte-Thérèse-du-Landais                                          | Brest            | Boulevard du Commandant Mouchotte           | 48° 23′ 22″ nord, 4° 30′ 33″ ouest | « PA29000105 » | Inscrit        | 15 février 2019   | Église Sainte-Thérèse-du-Landais                                          |
| Gare de Brest                                                             | Brest            | 8 place du 19e régiment d'infanterie        | 48° 23′ 04″ nord, 4° 28′ 50″ ouest | « PA29000103 » | Inscrit        | 19 septembre 2018 | Gare de Brest                                                             |
| Hôpital Augustin-Morvan                                                   | Brest            | 2, 6, 8 avenue Maréchal-Foch                | 48° 23′ 40″ nord, 4° 29′ 16″ ouest | « PA29000011 » | Inscrit        | 1997              | Hôpital Augustin-Morvan                                                   |
| Maison                                                                    | Brest            | 2, 2bis rue Traverse; 20 rue de Denver      | 48° 23′ 02″ nord, 4° 29′ 15″ ouest | « PA29000111 » | Inscrit        | 2023              | Image manquante Téléverser                                                |
| Naval Monument de Brest Mémorial américain de la Première Guerre mondiale | Brest            | Cours Dajot                                 | 48° 23′ 01″ nord, 4° 29′ 11″ ouest | « PA29000089 » | Inscrit        | 2015              | Naval Monument de Brest Mémorial américain de la Première Guerre mondiale |
| Villa Mathon                                                              | Brest            | 4 rue Poullic-Al-Lor                        | 48° 23′ 11″ nord, 4° 28′ 54″ ouest | « PA00135262 » | Inscrit        | 1995              | Villa Mathon                                                              |
| Chapelle Sainte-Cécile de Briec                                           | Briec            | Sainte-Cécile                               | 48° 03′ 19″ nord, 4° 02′ 23″ ouest | « PA00089848 » | Inscrit        | 1935              | Chapelle Sainte-Cécile de Briec                                           |
| Chapelle Saint-Sébastien de Guernilis                                     | Briec            |                                             | 48° 08′ 08″ nord, 4° 03′ 03″ ouest | « PA00089849 » | Inscrit        | 1976              | Chapelle Saint-Sébastien de Guernilis                                     |
| Chapelle Saint-Vennec de Briec                                            | Briec            | Saint-Vennec                                | 48° 06′ 52″ nord, 4° 04′ 10″ ouest | « PA00089850 » | Classé         | 1955              | Chapelle Saint-Vennec de Briec                                            |
| Château de Trohanet                                                       | Briec            |                                             | 48° 04′ 10″ nord, 3° 56′ 37″ ouest | « PA29000043 » | Inscrit        | 2001              | Château de Trohanet                                                       |
| Calvaire de Pont ar Groas                                                 | Brignogan-Plages |                                             | 48° 39′ 43″ nord, 4° 19′ 27″ ouest | « PA00089851 » | Inscrit        | 1932              | Calvaire de Pont ar Groas                                                 |
| Menhir de Men Marz                                                        | Brignogan-Plages | Rue de Pontusval Rue du Menhir              | 48° 40′ 13″ nord, 4° 20′ 07″ ouest | « PA00089852 » | Classé         | 1889              | Menhir de Men Marz                                                        |
| Phare de Pontusval                                                        | Brignogan-Plages |                                             | 48° 40′ 41″ nord, 4° 20′ 47″ ouest | « PA29000070 » | Classé         | 2011              | Phare de Pontusval                                                        |

### C
| Monument                                                                                  | Commune             | Adresse                   | Coordonnées                        | Notice         | Protection     | Date      | Illustration                                                                              |
| ----------------------------------------------------------------------------------------- | ------------------- | ------------------------- | ---------------------------------- | -------------- | -------------- | --------- | ----------------------------------------------------------------------------------------- |
| Alignements de Lagatjar                                                                   | Camaret-sur-Mer     | Rue Saint-Pol-Roux        | 48° 16′ 24″ nord, 4° 36′ 35″ ouest | « PA00089853 » | Classé         | 1883      | Alignements de Lagatjar                                                                   |
| Chapelle Notre-Dame-de-Rocamadour                                                         | Camaret-sur-Mer     | le Sillon                 | 48° 16′ 50″ nord, 4° 35′ 34″ ouest | « PA00089854 » | Inscrit        | 1935      | Chapelle Notre-Dame-de-Rocamadour                                                         |
| Ensemble défensif de la pointe de Toulinguet                                              | Camaret-sur-Mer     |                           | 48° 16′ 46″ nord, 4° 37′ 20″ ouest | « PA29000074 » | Classé         | 2013      | Ensemble défensif de la pointe de Toulinguet                                              |
| Croix de Pen-Hir                                                                          | Camaret-sur-Mer     |                           | 48° 15′ 31″ nord, 4° 37′ 27″ ouest | « PA29000002 » | Inscrit        | 1996      | Croix de Pen-Hir                                                                          |
| Tour Vauban                                                                               | Camaret-sur-Mer     | le Sillon                 | 48° 16′ 48″ nord, 4° 35′ 30″ ouest | « PA00089855 » | Classé         | 1907      | Tour Vauban                                                                               |
| Chapelle Notre-Dame de l'île Callot                                                       | Carantec            |                           | 48° 41′ 30″ nord, 3° 55′ 30″ ouest | « PA00089856 » | Classé         | 1914      | Chapelle Notre-Dame de l'île Callot                                                       |
| Église Saint-Carantec de Carantec                                                         | Carantec            | Place de la Libération    | 48° 40′ 08″ nord, 3° 54′ 52″ ouest | « PA00089857 » | Inscrit        | 1968      | Église Saint-Carantec de Carantec                                                         |
| Aqueduc romain de Carhaix-Plouguer                                                        | Carhaix-Plouguer    | Rue de l'Aqueduc-Romain   | 48° 16′ 33″ nord, 3° 32′ 21″ ouest | « PA00089858 » | Classé         | 1862      | Aqueduc romain de Carhaix-Plouguer                                                        |
| Château de Kerampuil                                                                      | Carhaix-Plouguer    |                           | 48° 16′ 21″ nord, 3° 33′ 13″ ouest | « PA00089859 » | Inscrit        | 1965      | Château de Kerampuil                                                                      |
| Couvent des Augustins de Carhaix-Plouguer                                                 | Carhaix-Plouguer    | impasse Marat             | 48° 16′ 36″ nord, 3° 34′ 18″ ouest | « PA00089860 » | Inscrit        | 1931      | Image manquante Téléverser                                                                |
| Église Saint-Pierre de Plouguer                                                           | Carhaix-Plouguer    | Rue de l'Église           | 48° 16′ 39″ nord, 3° 34′ 42″ ouest | « PA00089861 » | Classé         | 1914      | Église Saint-Pierre de Plouguer                                                           |
| Église Saint-Trémeur de Carhaix                                                           | Carhaix-Plouguer    | Place de Verdun           | 48° 16′ 38″ nord, 3° 34′ 30″ ouest | « PA00089862 » | Classé         | 1921      | Église Saint-Trémeur de Carhaix                                                           |
| Maison                                                                                    | Carhaix-Plouguer    | 1 rue Brizeux             | 48° 16′ 33″ nord, 3° 34′ 27″ ouest | « PA00089864 » | Inscrit        | 1932      | Maison                                                                                    |
| Maison                                                                                    | Carhaix-Plouguer    | 5bis rue Brizeux          | 48° 16′ 34″ nord, 3° 34′ 27″ ouest | « PA00089865 » | Inscrit        | 1932      | Maison                                                                                    |
| Maison du Sénéchal                                                                        | Carhaix-Plouguer    | 8 rue Brizeux             | 48° 16′ 35″ nord, 3° 34′ 27″ ouest | « PA00089863 » | Classé         | 1922      | Maison du Sénéchal                                                                        |
| Église Saint-Jérôme de Cast                                                               | Cast                | Place Saint-Hubert        | 48° 09′ 28″ nord, 4° 08′ 19″ ouest | « PA00089866 » | Classé         | 1916      | Église Saint-Jérôme de Cast                                                               |
| Chapelle Notre-Dame de Châteaulin                                                         | Châteaulin          | Rue Notre-Dame            | 48° 11′ 44″ nord, 4° 05′ 52″ ouest | « PA00089867 » | Classé         | 1914      | Chapelle Notre-Dame de Châteaulin                                                         |
| Maison de Sérusier                                                                        | Châteauneuf-du-Faou | 27 rue Paul-Sérusier      | 48° 11′ 16″ nord, 3° 48′ 33″ ouest | « PA00135263 » | Inscrit        | 1995      | Image manquante Téléverser                                                                |
| Chapelle Saint-They de la pointe du Van                                                   | Cléden-Cap-Sizun    |                           | 48° 03′ 36″ nord, 4° 42′ 43″ ouest | « PA00089868 » | Classé         | 1914      | Chapelle Saint-They de la pointe du Van                                                   |
| Église Saint-Clet de Cléden-Cap-Sizun                                                     | Cléden-Cap-Sizun    |                           | 48° 02′ 53″ nord, 4° 38′ 51″ ouest | « PA00089869 » | Inscrit        | 1930      | Église Saint-Clet de Cléden-Cap-Sizun                                                     |
| Oppidum de Cléden-Cap-Sizun                                                               | Cléden-Cap-Sizun    |                           | 48° 03′ 46″ nord, 4° 41′ 21″ ouest | « PA00089870 » | Classé         | 1921      | Image manquante Téléverser                                                                |
| Site gallo-romain de Trouguer                                                             | Cléden-Cap-Sizun    |                           | 48° 03′ 30″ nord, 4° 42′ 18″ ouest | « PA29000039 » | Inscrit        | 2000      | Image manquante Téléverser                                                                |
| Église Notre-Dame-de-l'Assomption de Cléden-Poher                                         | Cléden-Poher        | Place de l'Église         | 48° 14′ 08″ nord, 3° 40′ 11″ ouest | « PA00089871 » | Classé         | 1983      | Église Notre-Dame-de-l'Assomption de Cléden-Poher                                         |
| Manoir du Ster                                                                            | Cléden-Poher        |                           | 48° 13′ 10″ nord, 3° 39′ 33″ ouest | « PA29000068 » | Inscrit        | 2009      | Image manquante Téléverser                                                                |
| Calvaire de Kerjean                                                                       | Cléder              | V.C. 18                   | 48° 38′ 41″ nord, 4° 09′ 15″ ouest | « PA00089872 » | Classé         | 1969      | Calvaire de Kerjean                                                                       |
| Château de Kergounadeach                                                                  | Cléder              |                           | 48° 37′ 24″ nord, 4° 08′ 39″ ouest | « PA00089873 » | Inscrit        | 1926      | Château de Kergounadeach                                                                  |
| Croix de Langoziliz                                                                       | Cléder              | Poulscavennou             | 48° 39′ 56″ nord, 4° 07′ 18″ ouest | « PA00089874 » | Inscrit        | 1972      | Croix de Langoziliz                                                                       |
| Château de Kermenguy                                                                      | Cléder              |                           | 48° 37′ 49″ nord, 4° 08′ 11″ ouest | « PA00089875 » | Inscrit        | 1975      | Château de Kermenguy                                                                      |
| Manoir de Tronjoly                                                                        | Cléder              |                           | 48° 40′ 26″ nord, 4° 07′ 14″ ouest | « PA00089876 » | Classé Classé  | 1981 2015 | Manoir de Tronjoly                                                                        |
| Moulin de Kerzéan                                                                         | Cléder              |                           | 48° 38′ 43″ nord, 4° 09′ 07″ ouest | « PA00089877 » | Inscrit        | 1987      | Moulin de Kerzéan                                                                         |
| Stèle gauloise                                                                            | Cléder              |                           | 48° 39′ 40″ nord, 4° 08′ 27″ ouest | « PA00089878 » | Classé         | 1957      | Stèle gauloise                                                                            |
| Abbaye Saint-Maurice de Carnoët                                                           | Clohars-Carnoët     |                           | 47° 48′ 17″ nord, 3° 31′ 43″ ouest | « PA00089879 » | Inscrit        | 1956      | Abbaye Saint-Maurice de Carnoët                                                           |
| Chapelle Notre-Dame-de-la-Paix de Clohars-Carnoët ancienne Chapelle Saint-Maudet de nizon | Clohars-Carnoët     | Rue du Philosophe-Alain   | à géolocaliser                     | « PA00089880 » | Inscrit        | 1962      | Chapelle Notre-Dame-de-la-Paix de Clohars-Carnoët ancienne Chapelle Saint-Maudet de nizon |
| Château de Cheffontaines                                                                  | Clohars-Fouesnant   |                           | 47° 53′ 45″ nord, 4° 03′ 13″ ouest | « PA00089881 » | Inscrit Classé | 1928 1958 | Château de Cheffontaines                                                                  |
| Croix de chemin de Clohars-Fouesnant                                                      | Clohars-Fouesnant   | C.D. 34                   | 47° 54′ 38″ nord, 4° 04′ 21″ ouest | « PA00089882 » | Inscrit        | 1950      | Croix de chemin de Clohars-Fouesnant                                                      |
| Église Saint-Hilaire de Clohars-Fouesnant                                                 | Clohars-Fouesnant   | Place de l'Église         | 47° 53′ 52″ nord, 4° 04′ 02″ ouest | « PA00089883 » | Classé         | 1938      | Église Saint-Hilaire de Clohars-Fouesnant                                                 |
| Fontaine et calvaire du Drennec                                                           | Clohars-Fouesnant   |                           | 47° 54′ 34″ nord, 4° 04′ 19″ ouest | « PA00089884 » | Classé         | 1914      | Fontaine et calvaire du Drennec                                                           |
| Église Notre-Dame-des-Sept-Douleurs de Coat-Méal                                          | Coat-Méal           | Place de Rohan            | 48° 30′ 32″ nord, 4° 32′ 29″ ouest | « PA00089885 » | Inscrit        | 1937      | Église Notre-Dame-des-Sept-Douleurs de Coat-Méal                                          |
| Abri du marin de Sainte-Marine                                                            | Combrit             | 13 quai Jacques-de-Thézac | 47° 52′ 28″ nord, 4° 07′ 15″ ouest | « PA29000060 » | Inscrit        | 2007      | Abri du marin de Sainte-Marine                                                            |
| Stèle protohistorique du Léoc                                                             | Combrit             | le Léoc ou le Léoc'h      | 47° 52′ 46″ nord, 4° 09′ 31″ ouest | « PA00089886 » | Inscrit        | 1973      | Image manquante Téléverser                                                                |
| Allée couverte du Mougau-Bihan                                                            | Commana             |                           | 48° 23′ 59″ nord, 3° 58′ 01″ ouest | « PA00089887 » | Classé         | 1909      | Allée couverte du Mougau-Bihan                                                            |
| Enclos paroissial de Commana                                                              | Commana             | Place de l'Église         | 48° 24′ 48″ nord, 3° 57′ 20″ ouest | « PA00089888 » | Classé         | 1915      | Enclos paroissial de Commana                                                              |
| Caserne Hervo                                                                             | Concarneau          | Rue Vauban                | 47° 52′ 19″ nord, 3° 54′ 57″ ouest | « PA00089889 » | Inscrit        | 1926      | Caserne Hervo                                                                             |
| Château de Kériolet                                                                       | Concarneau          |                           | 47° 53′ 11″ nord, 3° 54′ 29″ ouest | « PA00089890 » | Inscrit        | 1984      | Château de Kériolet                                                                       |
| Dolmen de Keristin-Beuzec                                                                 | Concarneau          | Keristin-Beuzec           | 47° 54′ 10″ nord, 3° 56′ 03″ ouest | « PA00089891 » | Classé         | 1967      | Image manquante Téléverser                                                                |
| Église Notre-Dame-de-Lorette                                                              | Concarneau          | Place Joseph-Limbour      | 47° 52′ 10″ nord, 3° 53′ 03″ ouest | « PA00089892 » | Inscrit        | 1968      | Église Notre-Dame-de-Lorette                                                              |
| Fort du Cabellou                                                                          | Concarneau          | Allée du Fort             | 47° 51′ 25″ nord, 3° 55′ 03″ ouest | « PA00089893 » | Classé         | 1962      | Fort du Cabellou                                                                          |
| Immeubles                                                                                 | Concarneau          | 5, 7 rue Tourville        | 47° 52′ 11″ nord, 3° 55′ 02″ ouest | « PA00089894 » | Inscrit        | 1971      | Immeubles                                                                                 |
| Poudrière de Concarneau                                                                   | Concarneau          |                           | 47° 52′ 21″ nord, 3° 54′ 48″ ouest | « PA29000106 » | Inscrit        | 2019      | Image manquante Téléverser                                                                |
| Ville close de Concarneau                                                                 | Concarneau          |                           | 47° 52′ 21″ nord, 3° 54′ 50″ ouest | « PA00089895 » | Classé         | 1899      | Ville close de Concarneau                                                                 |
| Église Sainte-Croix du Conquet                                                            | Le Conquet          |                           | 48° 21′ 32″ nord, 4° 46′ 21″ ouest | « PA29000075 » | Inscrit        | 2013      | Église Sainte-Croix du Conquet                                                            |
| Cromlech de Kermorvan                                                                     | Le Conquet          |                           | 48° 21′ 50″ nord, 4° 46′ 53″ ouest | « PA00089896 » | Classé         | 1889      | Cromlech de Kermorvan                                                                     |
| Phare des Pierres Noires                                                                  | Le Conquet          |                           | 48° 18′ 40″ nord, 4° 54′ 52″ ouest | « PA29000087 » | Classé         | 2017      | Phare des Pierres Noires                                                                  |
| Chapelle de Lochrist                                                                      | Coray               | Lochrist                  | 48° 04′ 29″ nord, 3° 52′ 46″ ouest | « PA00089897 » | Inscrit        | 1933      | Chapelle de Lochrist                                                                      |
| Alignement de Lostmarc'h                                                                  | Crozon              |                           | 48° 12′ 46″ nord, 4° 33′ 25″ ouest | « PA00089899 » | Inscrit        | 1980      | Alignement de Lostmarc'h                                                                  |
| Alignements de Ty-ar-C'huré                                                               | Crozon              |                           | 48° 12′ 48″ nord, 4° 30′ 49″ ouest | « PA00089898 » | Classé         | 1862      | Alignements de Ty-ar-C'huré                                                               |
| Chapelle Saint-Fiacre à Crozon                                                            | Crozon              |                           | 48° 16′ 56″ nord, 4° 32′ 04″ ouest | « PA00089900 » | Inscrit        | 1932      | Chapelle Saint-Fiacre à Crozon                                                            |
| Four à chaux de Rozan                                                                     | Crozon              |                           | 48° 14′ 12″ nord, 4° 25′ 43″ ouest | « PA00089902 » | Inscrit        | 1988      | Four à chaux de Rozan                                                                     |
| Kastell Lostmarc'h                                                                        | Crozon              |                           | 48° 12′ 47″ nord, 4° 33′ 24″ ouest | « PA00089901 » | Inscrit        | 1980      | Kastell Lostmarc'h                                                                        |
| Villa Ker ar Bruck                                                                        | Crozon              |                           | 48° 13′ 56″ nord, 4° 30′ 00″ ouest | « PA29000041 » | Classé         | 2004      | Villa Ker ar Bruck                                                                        |

### D
| Monument                                      | Commune    | Adresse                            | Coordonnées                        | Notice         | Protection | Date      | Illustration                                  |
| --------------------------------------------- | ---------- | ---------------------------------- | ---------------------------------- | -------------- | ---------- | --------- | --------------------------------------------- |
| Abbaye Notre-Dame de Daoulas                  | Daoulas    | Rue de l'Église                    | 48° 21′ 43″ nord, 4° 15′ 57″ ouest | « PA00089906 » | Classé     | 1886      | Abbaye Notre-Dame de Daoulas                  |
| Chapelle et fontaine Notre-Dame-des-Fontaines | Daoulas    |                                    | 48° 21′ 47″ nord, 4° 15′ 58″ ouest | « PA00089905 » | Inscrit    | 1926      | Chapelle et fontaine Notre-Dame-des-Fontaines |
| Chapelle Sainte-Anne                          | Daoulas    | Rue de l'Église                    | 48° 21′ 43″ nord, 4° 15′ 51″ ouest | « PA00089904 » | Classé     | 1862      | Chapelle Sainte-Anne                          |
| Cimetière de Daoulas                          | Daoulas    | Rue de l'Église                    | 48° 21′ 43″ nord, 4° 15′ 54″ ouest | « PA00089903 » | Classé     | 1962      | Cimetière de Daoulas                          |
| Chapelle Sainte-Nonne de Dirinon              | Dirinon    |                                    | 48° 23′ 52″ nord, 4° 16′ 09″ ouest | « PA00089907 » | Classé     | 1960      | Chapelle Sainte-Nonne de Dirinon              |
| Église Sainte-Nonne de Dirinon                | Dirinon    | Rue de l'Église                    | 48° 23′ 53″ nord, 4° 16′ 09″ ouest | « PA00089908 » | Classé     | 1916      | Église Sainte-Nonne de Dirinon                |
| Ancien abri du marin                          | Douarnenez | 51 rue Henri-Barbusse              | 48° 05′ 49″ nord, 4° 19′ 30″ ouest | « PA29000061 » | Inscrit    | 2007      | Ancien abri du marin                          |
| Chapelle Sainte-Croix à Douarnenez            | Douarnenez | Rue de Kerlouarnec                 | 48° 05′ 09″ nord, 4° 18′ 40″ ouest | « PA00089909 » | Inscrit    | 1932      | Chapelle Sainte-Croix à Douarnenez            |
| Chapelle Sainte-Hélène à Douarnenez           | Douarnenez | Rue Anatole-France                 | 48° 05′ 36″ nord, 4° 19′ 33″ ouest | « PA00089910 » | Inscrit    | 1932 2012 | Chapelle Sainte-Hélène à Douarnenez           |
| Chapelle Saint-Jean de Tréboul                | Douarnenez | Place Saint-Jean                   | 48° 06′ 03″ nord, 4° 20′ 48″ ouest | « PA00089911 » | Classé     | 1924      | Chapelle Saint-Jean de Tréboul                |
| Chapelle Saint-Michel de Douarnenez           | Douarnenez | Place Saint-Michel Rue du Port-Rhu | 48° 05′ 35″ nord, 4° 19′ 57″ ouest | « PA00089912 » | Classé     | 1957      | Chapelle Saint-Michel de Douarnenez           |
| Église Saint-Herlé de Ploaré                  | Douarnenez | Place Jean-Gouill                  | 48° 05′ 11″ nord, 4° 19′ 18″ ouest | « PA00089913 » | Classé     | 1910      | Église Saint-Herlé de Ploaré                  |
| Église Saint-Jacques de Pouldavid             | Douarnenez | Rue de la Paix                     | 48° 04′ 36″ nord, 4° 20′ 00″ ouest | « PA00135264 » | Inscrit    | 1995      | Église Saint-Jacques de Pouldavid             |
| Temple de Trégouzel, fanum celto-romain       | Douarnenez | Chemin de Trégouzel                | 48° 04′ 31″ nord, 4° 18′ 52″ ouest | « PA00089914 » | Classé     | 1980      | Temple de Trégouzel, fanum celto-romain       |

### E-F
| Monument                                  | Commune              | Adresse                                      | Coordonnées                                  | Notice                                       | Protection                                   | Date                                         | Illustration                                 |
| ----------------------------------------- | -------------------- | -------------------------------------------- | -------------------------------------------- | -------------------------------------------- | -------------------------------------------- | -------------------------------------------- | -------------------------------------------- |
| Calvaire de Saint-Maudez                  | Edern                | Saint-Maudez                                 | 48° 06′ 50″ nord, 3° 59′ 07″ ouest           | « PA00089915 »                               | Inscrit                                      | 1956                                         | Image manquante Téléverser                   |
| Chapelle Saint-Jean-Botlan d'Edern        | Edern                |                                              | 48° 06′ 45″ nord, 3° 56′ 14″ ouest           | « PA00089916 »                               | Inscrit                                      | 1976                                         | Chapelle Saint-Jean-Botlan d'Edern           |
| Cairn de Keringard ou Bara hir            | Elliant              | Keringard                                    | 47° 59′ 53″ nord, 3° 57′ 19″ ouest           | « PA00089917 »                               | Classé                                       | 1969                                         | Cairn de Keringard ou Bara hir               |
| Église Saint-Gilles d'Elliant             | Elliant              | Rue de l'Église                              | 47° 59′ 43″ nord, 3° 53′ 28″ ouest           | « PA00089918 »                               | Classé Inscrit                               | 1924 2021                                    | Église Saint-Gilles d'Elliant                |
| Menhir de Cosquer Ven ou Hiquem Mam Coz   | Elliant              | Cosquer Ven                                  | 48° 00′ 35″ nord, 3° 56′ 48″ ouest           | « PA00089919 »                               | Inscrit                                      | 1969                                         | Menhir de Cosquer Ven ou Hiquem Mam Coz      |
| Chapelle Notre-Dame de Kerdévot           | Ergué-Gabéric        |                                              | 48° 00′ 23″ nord, 3° 58′ 50″ ouest           | « PA00089920 »                               | Classé                                       | 1914                                         | Chapelle Notre-Dame de Kerdévot              |
| Château de Lezergué                       | Ergué-Gabéric        |                                              | 48° 00′ 20″ nord, 4° 01′ 13″ ouest           | « PA00089921 »                               | Inscrit                                      | 1929                                         | Château de Lezergué                          |
| Église Saint-Guinal d'Ergué-Gabéric       | Ergué-Gabéric        | Place de l'Église                            | 47° 59′ 47″ nord, 4° 01′ 37″ ouest           | « PA00089922 »                               | Classé                                       | 1939                                         | Église Saint-Guinal d'Ergué-Gabéric          |
| Camp protohistorique de Suguensou         | Esquibien            | Promontoire de Menei-Castel                  | 48° 02′ 10″ nord, 4° 31′ 57″ ouest           | « PA00089923 »                               | Classé                                       | 1970                                         | Image manquante Téléverser                   |
| Église Saint-Onneau d'Esquibien           | Esquibien            |                                              | 48° 01′ 28″ nord, 4° 33′ 45″ ouest           | « PA00089924 »                               | Inscrit                                      | 1925                                         | Église Saint-Onneau d'Esquibien              |
|                                           | Le Faou              | Voir Liste des monuments historiques du Faou | Voir Liste des monuments historiques du Faou | Voir Liste des monuments historiques du Faou | Voir Liste des monuments historiques du Faou | Voir Liste des monuments historiques du Faou | Voir Liste des monuments historiques du Faou |
| Tumuli de Kerelcun                        | La Feuillée          |                                              | 48° 23′ 26″ nord, 3° 49′ 13″ ouest           | « PA29000003 »                               | Inscrit                                      | 1996                                         | Tumuli de Kerelcun                           |
| Goarem-ar-Manec'h                         | La Feuillée          |                                              | 48° 23′ 51″ nord, 3° 49′ 44″ ouest           | « PA29000004 »                               | Inscrit                                      | 1996                                         | Goarem-ar-Manec'h                            |
| Basilique Notre-Dame du Folgoët           | Le Folgoët           | Place de l'Église                            | 48° 33′ 39″ nord, 4° 20′ 06″ ouest           | « PA00089953 »                               | Classé                                       | 1840                                         | Basilique Notre-Dame du Folgoët              |
| Chapelle de Gicqueleau                    | Le Folgoët           |                                              | 48° 34′ 55″ nord, 4° 22′ 12″ ouest           | « PA00089952 »                               | Inscrit                                      | 1975                                         | Chapelle de Gicqueleau                       |
| Prieuré de Folgoët                        | Le Folgoët           | Place de l'Église                            | 48° 33′ 38″ nord, 4° 20′ 06″ ouest           | « PA00089954 »                               | Classé                                       | 1889                                         | Prieuré de Folgoët                           |
| Château de Joyeuse Garde                  | La Forest-Landerneau |                                              | 48° 25′ 27″ nord, 4° 18′ 57″ ouest           | « PA00089961 »                               | Classé                                       | 1975                                         | Château de Joyeuse Garde                     |
| Manoir de la Grande Palud                 | La Forest-Landerneau |                                              | 48° 26′ 25″ nord, 4° 16′ 53″ ouest           | « PA29000078 »                               | Inscrit                                      | 2014                                         | Image manquante Téléverser                   |
| Église Notre-Dame d'Izel-Vor              | La Forêt-Fouesnant   |                                              | 47° 54′ 28″ nord, 3° 58′ 47″ ouest           | « PA00089956 »                               | Classé                                       | 1914                                         | Église Notre-Dame d'Izel-Vor                 |
| Menhir de Coat ar Ster ou Chef du Bois    | La Forêt-Fouesnant   | Coat ar Ster                                 | 47° 54′ 35″ nord, 3° 57′ 46″ ouest           | « PA00089957 »                               | Inscrit                                      | 1968                                         | Image manquante Téléverser                   |
| Moulin à eau du Chef-du-Bois              | La Forêt-Fouesnant   |                                              | 47° 54′ 53″ nord, 3° 56′ 47″ ouest           | « PA00089958 »                               | Classé                                       | 1939                                         | Moulin à eau du Chef-du-Bois                 |
| Allée couverte de Kerampicard             | La Forêt-Fouesnant   |                                              | 47° 55′ 08″ nord, 3° 57′ 18″ ouest           | « PA00089955 »                               | Inscrit                                      | 1966                                         | Image manquante Téléverser                   |
| Stèle protohistorique de Locamand         | La Forêt-Fouesnant   | Route de Loc Amand                           | 47° 54′ 50″ nord, 3° 58′ 14″ ouest           | « PA00089959 »                               | Inscrit                                      | 1967                                         | Stèle protohistorique de Locamand            |
| Tertre tumulaire de Kerleven              | La Forêt-Fouesnant   |                                              | 47° 53′ 50″ nord, 3° 57′ 13″ ouest           | « PA00089960 »                               | Classé                                       | 1965                                         | Tertre tumulaire de Kerleven                 |
| Chapelle Sainte-Anne                      | Fouesnant            |                                              | 47° 54′ 21″ nord, 4° 01′ 12″ ouest           | « PA00089962 »                               | Classé                                       | 1914                                         | Chapelle Sainte-Anne                         |
| Dolmen à couloir et cairn de l'île Brunec | Fouesnant            |                                              | 47° 43′ 46″ nord, 3° 59′ 59″ ouest           | « PA00089963 »                               | Classé                                       | 1978                                         | Dolmen à couloir et cairn de l'île Brunec    |
| Église Saint-Pierre de Fouesnant          | Fouesnant            |                                              | 47° 53′ 43″ nord, 4° 00′ 34″ ouest           | « PA00089964 »                               | Classé                                       | 1930                                         | Église Saint-Pierre de Fouesnant             |
| Fort Cigogne                              | Fouesnant            |                                              | 47° 43′ 00″ nord, 3° 59′ 37″ ouest           | « PA29000067 »                               | Classé                                       | 2013                                         | Fort Cigogne                                 |
| Menhir de Beg-Meil                        | Fouesnant            |                                              | 47° 51′ 17″ nord, 3° 58′ 32″ ouest           | « PA00089965 »                               | Classé                                       | 1930                                         | Image manquante Téléverser                   |
| Menhir de Lanveur                         | Fouesnant            |                                              | 47° 52′ 54″ nord, 4° 00′ 32″ ouest           | « PA00089966 »                               | Inscrit                                      | 1967                                         | Image manquante Téléverser                   |
| Phare et fort de Penfret                  | Fouesnant            | Archipel des Glénan                          | 47° 43′ 16″ nord, 3° 57′ 11″ ouest           | « PA29000090 »                               | Inscrit                                      | 2015,                                        | Phare et fort de Penfret                     |
| Stèle protohistorique                     | Fouesnant            | Pen Ilis                                     | 47° 52′ 17″ nord, 4° 02′ 09″ ouest           | « PA00089967 »                               | Classé                                       | 1968                                         | Image manquante Téléverser                   |

### G
| Monument                                      | Commune        | Adresse            | Coordonnées                        | Notice         | Protection     | Date                                                                    | Illustration                                  |
| --------------------------------------------- | -------------- | ------------------ | ---------------------------------- | -------------- | -------------- | ----------------------------------------------------------------------- | --------------------------------------------- |
| Manoir de Kervézec                            | Garlan         |                    | 48° 36′ 17″ nord, 3° 46′ 15″ ouest | « PA00090482 » | Inscrit        | 1990                                                                    | Manoir de Kervézec                            |
| Chapelle Saint-Cadou de Kerzinaou             | Gouesnac'h     |                    | 47° 56′ 09″ nord, 4° 06′ 06″ ouest | « PA00089968 » | Classé         | 1922                                                                    | Chapelle Saint-Cadou de Kerzinaou             |
| Stèle protohistorique du Cosquer              | Gouesnac'h     | Route de Quimper   | 47° 54′ 47″ nord, 4° 06′ 50″ ouest | « PA00089969 » | Inscrit        | 1967                                                                    | Stèle protohistorique du Cosquer              |
| Château de Mesléan                            | Gouesnou       |                    | 48° 26′ 17″ nord, 4° 27′ 23″ ouest | « PA00089970 » | Inscrit        | 1975                                                                    | Château de Mesléan                            |
| Église Saint-Gouesnou de Gouesnou             | Gouesnou       | Rue de l'Église    | 48° 27′ 05″ nord, 4° 28′ 02″ ouest | « PA00089971 » | Classé         | 1914                                                                    | Église Saint-Gouesnou de Gouesnou             |
| Allée couverte de Loch-ar-Ronfl               | Gouézec        |                    | 48° 11′ 53″ nord, 3° 58′ 21″ ouest | « PA00089972 » | Classé         | 1975                                                                    | Allée couverte de Loch-ar-Ronfl               |
| Chapelle Notre-Dame de Tréguron               | Gouézec        |                    | 48° 10′ 31″ nord, 3° 56′ 42″ ouest | « PA00089973 » | Inscrit        | 1926                                                                    | Chapelle Notre-Dame de Tréguron               |
| Chapelle Notre-Dame des Trois-Fontaines       | Gouézec        |                    | 48° 08′ 50″ nord, 4° 00′ 37″ ouest | « PA00089974 » | Classé         | 1922                                                                    | Chapelle Notre-Dame des Trois-Fontaines       |
| Église Saint-Pierre de Gouézec                | Gouézec        |                    | 48° 10′ 10″ nord, 3° 58′ 23″ ouest | « PA00089975 » | Classé         | 1914                                                                    | Église Saint-Pierre de Gouézec                |
| Chapelle Saint-Laurent                        | Goulien        |                    | 48° 03′ 35″ nord, 4° 34′ 10″ ouest | « PA00089976 » | Inscrit        | 1932                                                                    | Chapelle Saint-Laurent                        |
| Stèle protohistorique                         | Goulien        |                    | 48° 03′ 35″ nord, 4° 34′ 09″ ouest | « PA00089977 » | Classé         | 1966                                                                    | Stèle protohistorique                         |
| Stèles protohistoriques                       | Goulien        |                    | 48° 03′ 22″ nord, 4° 35′ 34″ ouest | « PA00089978 » | Classé         | 1966                                                                    | Stèles protohistoriques                       |
| Dolmen du Cosquer                             | Goulven        |                    | 48° 37′ 16″ nord, 4° 17′ 30″ ouest | « PA00089980 » | Classé         | 1920                                                                    | Dolmen du Cosquer                             |
| Dolmen de Tréguelc'hier                       | Goulven        |                    | 48° 37′ 17″ nord, 4° 17′ 30″ ouest | « PA00089979 » | Classé         | 1883                                                                    | Dolmen de Tréguelc'hier                       |
| Église Saint-Goulven de Goulven               | Goulven        |                    | 48° 37′ 45″ nord, 4° 18′ 06″ ouest | « PA00089981 » | Classé         | 1862                                                                    | Église Saint-Goulven de Goulven               |
| Maison                                        | Goulven        |                    | 48° 37′ 44″ nord, 4° 18′ 04″ ouest | « PA00089982 » | Inscrit        | 1926                                                                    | Maison                                        |
| Église Saint-Fiacre de Guengat                | Guengat        |                    | 48° 02′ 32″ nord, 4° 12′ 18″ ouest | « PA00089983 » | Classé         | 1914                                                                    | Église Saint-Fiacre de Guengat                |
| Église Saint-Ténénan de Guerlesquin           | Guerlesquin    | Place du Martray   | 48° 31′ 03″ nord, 3° 35′ 14″ ouest | « PA00089984 » | Inscrit        | 1932                                                                    | Église Saint-Ténénan de Guerlesquin           |
| Menhir de Kerellou                            | Guerlesquin    |                    | 48° 32′ 52″ nord, 3° 36′ 02″ ouest | « PA00089985 » | Classé         | 1909                                                                    | Menhir de Kerellou                            |
| Prétoire de Guerlesquin                       | Guerlesquin    | Place du Présidial | 48° 31′ 02″ nord, 3° 35′ 21″ ouest | « PA00089986 » | Classé         | 1875                                                                    | Prétoire de Guerlesquin                       |
| Église Saint-Pierre de Guiclan                | Guiclan        |                    | 48° 33′ 03″ nord, 3° 57′ 43″ ouest | « PA00089987 » | Inscrit        | 1932                                                                    | Église Saint-Pierre de Guiclan                |
| Grotte et rocher de Roc'h-Toul                | Guiclan        |                    | 48° 30′ 19″ nord, 3° 58′ 24″ ouest | « PA00089988 » | Classé         | 1913                                                                    | Grotte et rocher de Roc'h-Toul                |
| Tumulus de Kérébars                           | Guilers        |                    | 48° 25′ 36″ nord, 4° 34′ 18″ ouest | « PA00089989 » | Inscrit        | 1966                                                                    | Image manquante Téléverser                    |
| Chapelle Notre-Dame-de-la-Clarté              | Guilligomarc'h | Saint-Éloi         | 47° 56′ 31″ nord, 3° 26′ 10″ ouest | « PA29000091 » | Inscrit        | 2015,                                                                   | Chapelle Notre-Dame-de-la-Clarté              |
| Chapelle Saint-Trémeur de Guilvinec           | Guilvinec      |                    | 47° 48′ 18″ nord, 4° 17′ 40″ ouest | « PA00089990 » | Inscrit        | 1935                                                                    | Chapelle Saint-Trémeur de Guilvinec           |
| Manoir de Kergoz                              | Guilvinec      | Allée de Kergoz    | 47° 48′ 04″ nord, 4° 16′ 53″ ouest | « PA00089991 » | Inscrit        | 1932                                                                    | Manoir de Kergoz                              |
| Menhir de Lanvar                              | Guilvinec      |                    | 47° 48′ 13″ nord, 4° 17′ 06″ ouest | « PA00089992 » | Classé         | 1962                                                                    | Menhir de Lanvar                              |
| Chapelle du Christ de Guimaëc                 | Guimaëc        |                    | 48° 40′ 52″ nord, 3° 42′ 42″ ouest | « PA00089993 » | Inscrit        | 1932                                                                    | Chapelle du Christ de Guimaëc                 |
| Chapelle Notre-Dame-des-Joies de Guimaëc      | Guimaëc        |                    | 48° 40′ 08″ nord, 3° 40′ 33″ ouest | « PA00089994 » | Classé         | 1916                                                                    | Chapelle Notre-Dame-des-Joies de Guimaëc      |
| Église Saint-Pierre de Guimaëc                | Guimaëc        |                    | 48° 40′ 03″ nord, 3° 42′ 30″ ouest | « PA00089996 » | Classé Inscrit | 1916 (clocher) 1926 (calvaire) 19 septembre 2018 (parties non classées) | Église Saint-Pierre de Guimaëc                |
| Lit de Saint-Jean                             | Guimaëc        | Route de Fry       | 48° 40′ 55″ nord, 3° 43′ 04″ ouest | « PA00089995 » | Classé         | 1930                                                                    | Lit de Saint-Jean                             |
| Maen ar Rannou                                | Guimaëc        |                    | 48° 40′ 02″ nord, 3° 42′ 30″ ouest | « PA00089997 » | Inscrit        | 1955                                                                    | Maen ar Rannou                                |
| Enclos paroissial de Guimiliau                | Guimiliau      | Rue du Calvaire    | 48° 29′ 19″ nord, 3° 59′ 52″ ouest | « PA00089998 » | Classé         | 1906 & 1914                                                             | Enclos paroissial de Guimiliau                |
| Chapelle Notre-Dame-du-Rhun                   | Guipavas       | Place Saint-Eloi   | 48° 26′ 09″ nord, 4° 24′ 02″ ouest | « PA00089999 » | Classé         | 1914                                                                    | Chapelle Notre-Dame-du-Rhun                   |
| Église Saint-Pierre-et-Saint-Paul de Guipavas | Guipavas       | Rue de Brest       | 48° 26′ 04″ nord, 4° 24′ 05″ ouest | « PA00090000 » | Inscrit        | 2018                                                                    | Église Saint-Pierre-et-Saint-Paul de Guipavas |
| Tumulus                                       | Guipronvel     | Landrezeoc         | 48° 30′ 23″ nord, 4° 34′ 54″ ouest | « PA00090001 » | Inscrit        | 1963                                                                    | Image manquante Téléverser                    |

### H
| Monument                                                  | Commune          | Adresse           | Coordonnées                        | Notice         | Protection | Date | Illustration                                              |
| --------------------------------------------------------- | ---------------- | ----------------- | ---------------------------------- | -------------- | ---------- | ---- | --------------------------------------------------------- |
| Fontaine et calvaire de Saint-Conval                      | Hanvec           |                   | 48° 19′ 16″ nord, 4° 05′ 29″ ouest | « PA00090002 » | Inscrit    | 1956 | Fontaine et calvaire de Saint-Conval                      |
| Église Saint-Maudez d'Henvic                              | Henvic           |                   | 48° 37′ 59″ nord, 3° 55′ 40″ ouest | « PA00090003 » | Classé     | 1913 | Église Saint-Maudez d'Henvic                              |
| Vasque de Lézireur                                        | Henvic           |                   | 48° 38′ 00″ nord, 3° 54′ 13″ ouest | « PA00090004 » | Inscrit    | 1930 | Vasque de Lézireur                                        |
| Église Notre-Dame-de-Bonne-Nouvelle de l'Hôpital-Camfrout | Hôpital-Camfrout | Place de l'Église | 48° 19′ 41″ nord, 4° 14′ 32″ ouest | « PA00090005 » | Classé     | 1916 | Église Notre-Dame-de-Bonne-Nouvelle de l'Hôpital-Camfrout |
| Chapelle Notre-Dame-des-Cieux d'Huelgoat                  | Huelgoat         | Rue des Cieux     | 48° 21′ 39″ nord, 3° 44′ 49″ ouest | « PA00090006 » | Classé     | 1914 | Chapelle Notre-Dame-des-Cieux d'Huelgoat                  |
| Église Saint-Yves d'Huelgoat                              | Huelgoat         |                   | 48° 21′ 51″ nord, 3° 44′ 46″ ouest | « PA00090007 » | Inscrit    | 1926 | Église Saint-Yves d'Huelgoat                              |
| Menhir d'Artus                                            | Huelgoat         |                   | 48° 22′ 10″ nord, 3° 44′ 16″ ouest | « PA00090009 » | Classé     | 1930 | Menhir d'Artus                                            |
| Menhir du Cloître                                         | Huelgoat         | Le Cloître        | 48° 21′ 25″ nord, 3° 47′ 20″ ouest | « PA00090008 » | Inscrit    | 1980 | Menhir du Cloître                                         |

### I-J-K
| Monument                              | Commune            | Adresse                           | Coordonnées                        | Notice         | Protection | Date  | Illustration                          |
| ------------------------------------- | ------------------ | --------------------------------- | ---------------------------------- | -------------- | ---------- | ----- | ------------------------------------- |
| Chapelle Sainte-Anne de l'Île-de-Batz | Île-de-Batz        |                                   | 48° 44′ 31″ nord, 3° 59′ 36″ ouest | « PA00090010 » | Classé     | 1980  | Chapelle Sainte-Anne de l'Île-de-Batz |
| Phare de l'Île de Batz                | Île-de-Batz        |                                   | 48° 44′ 43″ nord, 4° 01′ 37″ ouest | « PA29000092 » | Classé     | 2017  | Phare de l'Île de Batz                |
| Phare de Kéréon                       | Île-Molène         |                                   | 48° 26′ 14″ nord, 5° 01′ 32″ ouest | « PA29000082 » | Classé     | 2017  | Phare de Kéréon                       |
| Ancien abri du marin                  | Île-de-Sein        | 34 quai des Paimpolais            | 48° 02′ 13″ nord, 4° 51′ 01″ ouest | « PA29000062 » | Inscrit    | 2007  | Ancien abri du marin                  |
| Ancien abri du marin                  | Île-de-Sein        | Paimpolais, quai 35               | 48° 02′ 15″ nord, 4° 51′ 00″ ouest | « PA29000059 » | Inscrit    | 2007  | Ancien abri du marin                  |
| Les Causeurs                          | Île-de-Sein        | Place François-Le-Sud             | 48° 02′ 17″ nord, 4° 51′ 04″ ouest | « PA00090011 » | Classé     | 1901  | Les Causeurs                          |
| Phare d'Ar-Men                        | Île-de-Sein        |                                   | 48° 03′ 01″ nord, 4° 59′ 50″ ouest | « PA29000086 » | Classé     | 2017  | Phare d'Ar-Men                        |
| Grand phare de l'île de Sein          | Île-de-Sein        |                                   | 48° 02′ 37″ nord, 4° 52′ 01″ ouest | « PA29000085 » | Inscrit    | 2015, | Grand phare de l'île de Sein          |
| Phare de Tévennec                     | Île-de-Sein        |                                   | 48° 04′ 17″ nord, 4° 47′ 43″ ouest | « PA29000081 » | Inscrit    | 2015, | Phare de Tévennec                     |
| Calvaire-fontaine de Coatnant         | Irvillac           | Coat Nant                         | 48° 21′ 34″ nord, 4° 11′ 11″ ouest | « PA00090012 » | Classé     | 1976  | Calvaire-fontaine de Coatnant         |
| Église Saint-Pierre d'Irvillac        | Irvillac           | Place de l'Église                 | 48° 22′ 10″ nord, 4° 12′ 48″ ouest | « PA00090013 » | Inscrit    | 1928  | Église Saint-Pierre d'Irvillac        |
| Église Notre-Dame du Juch             | Le Juch            | Place de l'Église Rue Louis-Tymen | 48° 03′ 59″ nord, 4° 15′ 21″ ouest | « PA00090014 » | Classé     | 1916  | Église Notre-Dame du Juch             |
| Église Saint-Tremeur de Kergloff      | Kergloff           | Place Saint-Tremeur               | 48° 16′ 29″ nord, 3° 37′ 23″ ouest | « PA00090015 » | Inscrit    | 1927  | Église Saint-Tremeur de Kergloff      |
| Tumuli de Kergloff                    | Kergloff           |                                   | 48° 17′ 48″ nord, 3° 38′ 59″ ouest | « PA00090016 » | Inscrit    | 1967  | Image manquante Téléverser            |
| Église Saint-Germain de Kerlaz        | Kerlaz             | 1 rue de l'Église                 | 48° 05′ 29″ nord, 4° 16′ 21″ ouest | « PA00090017 » | Classé     | 1916  | Église Saint-Germain de Kerlaz        |
| Manoir de Kerivoas                    | Kerlouan           |                                   | 48° 39′ 01″ nord, 4° 23′ 25″ ouest | « PA29000042 » | Inscrit    | 2001  | Manoir de Kerivoas                    |
| Tumulus de Goarem-an-Dorguenn         | Kersaint-Plabennec | Échangeur N 12 / D 59             | 48° 27′ 32″ nord, 4° 21′ 47″ ouest | « PA00090018 » | Inscrit    | 1966  | Image manquante Téléverser            |

### La
| Monument                                            | Commune               | Adresse                                            | Coordonnées                                        | Notice                                             | Protection                                         | Date                                               | Illustration                                        |
| --------------------------------------------------- | --------------------- | -------------------------------------------------- | -------------------------------------------------- | -------------------------------------------------- | -------------------------------------------------- | -------------------------------------------------- | --------------------------------------------------- |
| Église Notre-Dame de Lampaul-Guimiliau              | Lampaul-Guimiliau     | Place de l'Église                                  | 48° 29′ 35″ nord, 4° 02′ 25″ ouest                 | « PA00090020 »                                     | Classé                                             | 1910                                               | Église Notre-Dame de Lampaul-Guimiliau              |
| Allée couverte de Pont-ar-Bleiz                     | Lampaul-Ploudalmézeau |                                                    | 48° 34′ 09″ nord, 4° 39′ 01″ ouest                 | « PA00090021 »                                     | Classé                                             | 1940                                               | Allée couverte de Pont-ar-Bleiz                     |
| Église Saint-Paul-Aurélien de Lampaul-Ploudalmézeau | Lampaul-Ploudalmézeau |                                                    | 48° 33′ 40″ nord, 4° 39′ 16″ ouest                 | « PA00090022 »                                     | Inscrit                                            | 1926                                               | Église Saint-Paul-Aurélien de Lampaul-Ploudalmézeau |
| Manoir de Roscervo                                  | Lampaul-Ploudalmézeau |                                                    | 48° 32′ 49″ nord, 4° 38′ 26″ ouest                 | « PA00090023 »                                     | Inscrit                                            | 1984                                               | Manoir de Roscervo                                  |
| Abbaye Notre-Dame-des-Anges de Landéda              | Landéda               |                                                    | 48° 35′ 47″ nord, 4° 34′ 10″ ouest                 | « PA29000046 »                                     | Inscrit                                            | 2002                                               | Abbaye Notre-Dame-des-Anges de Landéda              |
| Chapelle du château de Troménec                     | Landéda               |                                                    | 48° 35′ 14″ nord, 4° 33′ 29″ ouest                 | « PA00090024 »                                     | Inscrit                                            | 1926                                               | Chapelle du château de Troménec                     |
| Île Cézon                                           | Landéda               |                                                    | 48° 36′ 02″ nord, 4° 38′ 09″ ouest                 | « PA29000093 »                                     | Inscrit                                            | 2015                                               | Île Cézon                                           |
| Île Guenioc                                         | Landéda               |                                                    | 48° 36′ 02″ nord, 4° 38′ 09″ ouest                 | « PA00090025 »                                     | Classé                                             | 1964                                               | Image manquante Téléverser                          |
|                                                     | Landerneau            | Voir Liste des monuments historiques de Landerneau | Voir Liste des monuments historiques de Landerneau | Voir Liste des monuments historiques de Landerneau | Voir Liste des monuments historiques de Landerneau | Voir Liste des monuments historiques de Landerneau | Voir Liste des monuments historiques de Landerneau  |
| Abbaye Saint-Guénolé de Landévennec                 | Landévennec           |                                                    | 48° 17′ 25″ nord, 4° 16′ 00″ ouest                 | « PA00090040 »                                     | Classé                                             | 1992                                               | Abbaye Saint-Guénolé de Landévennec                 |
| Église Notre-Dame de Landévennec                    | Landévennec           |                                                    | 48° 17′ 38″ nord, 4° 16′ 03″ ouest                 | « PA00090041 »                                     | Inscrit                                            | 1932                                               | Église Notre-Dame de Landévennec                    |
| Cimetière de Landivisiau                            | Landivisiau           | Rue de Mestual                                     | 48° 30′ 49″ nord, 4° 04′ 13″ ouest                 | « PA00090042 »                                     | Classé                                             | 1916                                               | Cimetière de Landivisiau                            |
| Église Saint-Thuriau de Landivisiau                 | Landivisiau           | Rue Albert-de-Mun                                  | 48° 30′ 38″ nord, 4° 04′ 19″ ouest                 | « PA00090043 »                                     | Classé                                             | 1914                                               | Église Saint-Thuriau de Landivisiau                 |
| Fontaine de Saint-Thivisiau                         | Landivisiau           | Rue Saint-Thiviziau                                | 48° 30′ 37″ nord, 4° 04′ 22″ ouest                 | « PA00090044 »                                     | Classé                                             | 1914                                               | Fontaine de Saint-Thivisiau                         |
| Stèle                                               | Landivisiau           | Rue Saint-Thiviziau                                | 48° 30′ 37″ nord, 4° 04′ 21″ ouest                 | « PA00090045 »                                     | Classé                                             | 1914                                               | Image manquante Téléverser                          |
| Tannerie de Mestual                                 | Landivisiau           |                                                    | 48° 30′ 53″ nord, 4° 04′ 08″ ouest                 | « PA00135265 »                                     | Inscrit                                            | 1995                                               | Tannerie de Mestual                                 |
| Chapelle Notre-Dame de Quilinen                     | Landrévarzec          |                                                    | 48° 04′ 45″ nord, 4° 03′ 58″ ouest                 | « PA00090046 »                                     | Classé                                             | 1990                                               | Chapelle Notre-Dame de Quilinen                     |
| Château de Trohanet                                 | Landudal              |                                                    | 48° 04′ 10″ nord, 3° 56′ 37″ ouest                 | « PA29000044 »                                     | Inscrit                                            | 2001                                               | Image manquante Téléverser                          |
| Église Notre-Dame de Populo                         | Landudal              |                                                    | 48° 03′ 45″ nord, 3° 58′ 41″ ouest                 | « PA00090047 »                                     | Inscrit                                            | 1935                                               | Église Notre-Dame de Populo                         |
| Château du Guilguiffin                              | Landudec              |                                                    | 47° 59′ 38″ nord, 4° 18′ 17″ ouest                 | « PA00090048 »                                     | Inscrit                                            | 2002                                               | Image manquante Téléverser                          |
| Château de Trémazan                                 | Landunvez             | Route du Tanguy-Castel                             | 48° 33′ 03″ nord, 4° 42′ 45″ ouest                 | « PA00090049 »                                     | Inscrit                                            | 1926                                               | Château de Trémazan                                 |
| Dolmen d'Argenton                                   | Landunvez             |                                                    | 48° 31′ 45″ nord, 4° 45′ 35″ ouest                 | « PA00090050 »                                     | Classé                                             | 1883                                               | Dolmen d'Argenton                                   |
| Maison des chanoines                                | Landunvez             | 5 rue Poullouec                                    | 48° 32′ 57″ nord, 4° 42′ 27″ ouest                 | « PA00090051 »                                     | Inscrit                                            | 1987                                               | Maison des chanoines                                |
| Menhir de Saint-Gonvarc'h                           | Landunvez             |                                                    | 48° 31′ 04″ nord, 4° 43′ 34″ ouest                 | « PA00090053 »                                     | Classé                                             | 1889 1969                                          | Menhir de Saint-Gonvarc'h                           |
| Château de Trohanet                                 | Langolen              |                                                    | 48° 04′ 10″ nord, 3° 56′ 37″ ouest                 | « PA29000045 »                                     | Inscrit                                            | 2001                                               | Image manquante Téléverser                          |
| Église Saint-Hervé de Lanhouarneau                  | Lanhouarneau          | Grand Place                                        | 48° 34′ 47″ nord, 4° 12′ 37″ ouest                 | « PA00090054 »                                     | Inscrit                                            | 2021                                               | Église Saint-Hervé de Lanhouarneau                  |
| Maison                                              | Lanildut              | 20 rue Rumorvan                                    | 48° 28′ 29″ nord, 4° 44′ 54″ ouest                 | « PA00090055 »                                     | Inscrit                                            | 1970                                               | Image manquante Téléverser                          |
| Chapelle Notre-Dame de Kernitron                    | Lanmeur               | Rue de Kernitron                                   | 48° 38′ 58″ nord, 3° 43′ 09″ ouest                 | « PA00090056 »                                     | Classé                                             | 1983                                               | Chapelle Notre-Dame de Kernitron                    |
| Croix de Saint-Fiacre                               | Lanmeur               |                                                    | 48° 39′ 59″ nord, 3° 44′ 04″ ouest                 | « PA00090057 »                                     | Inscrit                                            | 1969                                               | Croix de Saint-Fiacre                               |
| Église Saint-Mélar de Lanmeur                       | Lanmeur               | Place de la Mairie                                 | 48° 38′ 50″ nord, 3° 42′ 57″ ouest                 | « PA00090058 »                                     | Classé                                             | 1862                                               | Église Saint-Mélar de Lanmeur                       |
| Tossen-ar-C'honifled                                | Lanmeur               |                                                    | 48° 37′ 37″ nord, 3° 42′ 27″ ouest                 | « PA00090059 »                                     | Classé                                             | 1970                                               | Tossen-ar-C'honifled                                |
| Église Saint-Edern de Lannédern                     | Lannédern             |                                                    | 48° 18′ 09″ nord, 3° 53′ 40″ ouest                 | « PA00090060 »                                     | Classé                                             | 1915                                               | Église Saint-Edern de Lannédern                     |
| Chapelle Notre-Dame du Bergot                       | Lannilis              | Bergot                                             | 48° 34′ 11″ nord, 4° 28′ 11″ ouest                 | « PA00090061 »                                     | Inscrit                                            | 1976                                               | Image manquante Téléverser                          |
| Château de Kérouartz                                | Lannilis              |                                                    | 48° 34′ 56″ nord, 4° 30′ 06″ ouest                 | « PA00090062 »                                     | Inscrit                                            | 1926                                               | Château de Kérouartz                                |
| Calvaire de Lanrivoaré                              | Lanrivoaré            |                                                    | 48° 28′ 29″ nord, 4° 38′ 19″ ouest                 | « PA00090063 »                                     | Inscrit                                            | 1930                                               | Calvaire de Lanrivoaré                              |
| Tumulus de Neven                                    | Lanrivoaré            | Neven                                              | 48° 28′ 51″ nord, 4° 37′ 02″ ouest                 | « PA00090064 »                                     | Inscrit                                            | 1964                                               | Image manquante Téléverser                          |
| Tumulus de Lanvenec                                 | Lanrivoaré            | Route de Brest                                     | 48° 28′ 10″ nord, 4° 38′ 20″ ouest                 | « PA00090065 »                                     | Inscrit                                            | 1963                                               | Image manquante Téléverser                          |
| Menhir de Kermez                                    | Laz                   | Ker Maez                                           | 48° 07′ 04″ nord, 3° 48′ 36″ ouest                 | « PA00090066 »                                     | Classé                                             | 1910                                               | Image manquante Téléverser                          |
| Pavillon de chasse de Moniven                       | Laz                   |                                                    | 48° 08′ 44″ nord, 3° 49′ 19″ ouest                 | « PA29000064 »                                     | Inscrit                                            | 2008                                               | Pavillon de chasse de Moniven                       |

### Le-Lo
| Monument                               | Commune           | Adresse                                          | Coordonnées                                      | Notice                                           | Protection                                       | Date                                             | Illustration                                     |
| -------------------------------------- | ----------------- | ------------------------------------------------ | ------------------------------------------------ | ------------------------------------------------ | ------------------------------------------------ | ------------------------------------------------ | ------------------------------------------------ |
| Chapelle Saint-Maudet de Lennon        | Lennon            |                                                  | 48° 11′ 43″ nord, 3° 55′ 14″ ouest               | « PA00090067 »                                   | Inscrit                                          | 1952                                             | Chapelle Saint-Maudet de Lennon                  |
| Église Saint-Michel de Lesneven        | Lesneven          | Place Général le Flô                             | 48° 34′ 19″ nord, 4° 19′ 26″ ouest               | « PA00090068 »                                   | Inscrit                                          | 1932                                             | Église Saint-Michel de Lesneven                  |
| Église Saint-Éguiner de Loc-Eguiner    | Loc-Eguiner       |                                                  | 48° 28′ 22″ nord, 4° 05′ 39″ ouest               | « PA00090070 »                                   | Inscrit                                          | 1927                                             | Église Saint-Éguiner de Loc-Eguiner              |
| Manoir de Kerscao                      | Locmaria-Plouzané |                                                  | 48° 23′ 11″ nord, 4° 39′ 08″ ouest               | « PA29000034 »                                   | Inscrit                                          | 1998                                             | Manoir de Kerscao                                |
| Église Saint-Mélar de Locmélar         | Locmélar          |                                                  | 48° 27′ 11″ nord, 4° 03′ 57″ ouest               | « PA00090071 »                                   | Classé                                           | 1934                                             | Église Saint-Mélar de Locmélar                   |
| Église Saint-Guénolé de Locquénolé     | Locquénolé        | Place de la Liberté                              | 48° 37′ 30″ nord, 3° 51′ 38″ ouest               | « PA00090072 »                                   | Classé                                           | 1970                                             | Église Saint-Guénolé de Locquénolé               |
| Maison Kerautem                        | Locquénolé        | Chemin Vert                                      | 48° 37′ 10″ nord, 3° 51′ 31″ ouest               | « PA00135266 »                                   | Classé                                           | 2021                                             | Maison Kerautem                                  |
| Cimetière de Locquirec                 | Locquirec         | Rue de l'Église                                  | 48° 41′ 30″ nord, 3° 39′ 22″ ouest               | « PA00090074 »                                   | Classé                                           | 1938                                             | Cimetière de Locquirec                           |
| Église Saint-Jacques de Locquirec      | Locquirec         | Rue de l'Église                                  | 48° 41′ 31″ nord, 3° 38′ 45″ ouest               | « PA00090073 »                                   | Classé                                           | 1914                                             | Église Saint-Jacques de Locquirec                |
|                                        | Locronan          | Voir Liste des monuments historiques de Locronan | Voir Liste des monuments historiques de Locronan | Voir Liste des monuments historiques de Locronan | Voir Liste des monuments historiques de Locronan | Voir Liste des monuments historiques de Locronan | Voir Liste des monuments historiques de Locronan |
| Ancienne conserverie Alexis Le Gall    | Loctudy           | Rue de la Grandière Impasse du Nord              | 47° 50′ 06″ nord, 4° 10′ 05″ ouest               | « PA29000079 »                                   | Inscrit Classé                                   | 2014 2016                                        | Ancienne conserverie Alexis Le Gall              |
| Église Saint-Tudy de Loctudy           | Loctudy           | Rue de Poulpeye                                  | 47° 49′ 54″ nord, 4° 10′ 33″ ouest               | « PA00090098 »                                   | Classé                                           | 1846                                             | Église Saint-Tudy de Loctudy                     |
| Manoir de Kerazan                      | Loctudy           |                                                  | 47° 50′ 30″ nord, 4° 11′ 44″ ouest               | « PA29000038 »                                   | Inscrit                                          | 2000                                             | Manoir de Kerazan                                |
| Menhir de Penglaouic                   | Loctudy           | Penglaouic                                       | 47° 51′ 12″ nord, 4° 11′ 35″ ouest               | « PA00090099 »                                   | Classé                                           | 1974                                             | Menhir de Penglaouic                             |
| Château de Rosmorduc                   | Logonna-Daoulas   |                                                  | 48° 19′ 18″ nord, 4° 16′ 18″ ouest               | « PA29000056 »                                   | Inscrit                                          | 2007                                             | Château de Rosmorduc                             |
| Croix des Douze-Apôtres                | Logonna-Daoulas   |                                                  | 48° 19′ 35″ nord, 4° 16′ 21″ ouest               | « PA29000094 »                                   | Inscrit                                          | 2015                                             | Croix des Douze-Apôtres                          |
| Église Sainte-Monna de Logonna-Daoulas | Logonna-Daoulas   |                                                  | 48° 19′ 12″ nord, 4° 17′ 58″ ouest               | « PA00090100 »                                   | Inscrit                                          | 1935                                             | Église Sainte-Monna de Logonna-Daoulas           |
| Calvaire de Lopérec                    | Lopérec           | Place de l'Église                                | 48° 16′ 38″ nord, 4° 02′ 53″ ouest               | « PA00090101 »                                   | Classé                                           | 1930                                             | Calvaire de Lopérec                              |
| Tumulus de Gorre Menez                 | Loperhet          | Gorre Menez                                      | 48° 24′ 03″ nord, 4° 19′ 10″ ouest               | « PA00090103 »                                   | Inscrit                                          | 1971                                             | Image manquante Téléverser                       |
| Tumulus du Roc'hellou                  | Loperhet          | Roc'hellou                                       | 48° 22′ 08″ nord, 4° 18′ 22″ ouest               | « PA00090102 »                                   | Classé                                           | 1930                                             | Image manquante Téléverser                       |
| Calvaire de Rusquec                    | Loqueffret        | Le Rusquec                                       | 48° 20′ 12″ nord, 3° 49′ 11″ ouest               | « PA00090106 »                                   | Inscrit                                          | 1927                                             | Calvaire de Rusquec                              |
| Chapelle de la Croix                   | Loqueffret        |                                                  | 48° 18′ 50″ nord, 3° 54′ 35″ ouest               | « PA00090105 »                                   | Inscrit                                          | 1926                                             | Chapelle de la Croix                             |
| Église Sainte-Geneviève de Loqueffret  | Loqueffret        |                                                  | 48° 19′ 10″ nord, 3° 51′ 28″ ouest               | « PA00090104 »                                   | Classé                                           | 1916                                             | Église Sainte-Geneviève de Loqueffret            |
| Manoir du Rusquec                      | Loqueffret        | Rusquec                                          | 48° 20′ 06″ nord, 3° 48′ 45″ ouest               | « PA00090107 »                                   | Inscrit                                          | 1926                                             | Manoir du Rusquec                                |

### M
| Monument                                                 | Commune        | Adresse                                         | Coordonnées                                     | Notice                                          | Protection                                      | Date                                            | Illustration                                             |
| -------------------------------------------------------- | -------------- | ----------------------------------------------- | ----------------------------------------------- | ----------------------------------------------- | ----------------------------------------------- | ----------------------------------------------- | -------------------------------------------------------- |
| Église Saint-Salomon de La Martyre                       | La Martyre     |                                                 | 48° 26′ 56″ nord, 4° 09′ 36″ ouest              | « PA00090108 »                                  | Classé                                          | 1916                                            | Église Saint-Salomon de La Martyre                       |
| Enceinte de Kerlavarec                                   | La Martyre     |                                                 | 48° 26′ 16″ nord, 4° 11′ 32″ ouest              | « PA00135267 »                                  | Inscrit                                         | 1995                                            | Image manquante Téléverser                               |
| Maisons du Guet                                          | La Martyre     |                                                 | 48° 26′ 56″ nord, 4° 09′ 37″ ouest              | « PA00090109 »                                  | Inscrit                                         | 1925                                            | Maisons du Guet                                          |
| Église Notre-Dame-de-Confort de Meilars                  | Meilars        |                                                 | 48° 03′ 02″ nord, 4° 25′ 39″ ouest              | « PA00090110 »                                  | Classé                                          | 1914                                            | Église Notre-Dame-de-Confort de Meilars                  |
| Allée couverte de Coat Menez Guen (Ty Corriganet)        | Melgven        |                                                 | 47° 54′ 17″ nord, 3° 47′ 13″ ouest              | « PA00090111 »                                  | Classé                                          | 1964                                            | Allée couverte de Coat Menez Guen (Ty Corriganet)        |
| Chapelle Notre-Dame de Coat-an-Poudou                    | Melgven        |                                                 | 47° 55′ 33″ nord, 3° 50′ 51″ ouest              | « PA00090112 »                                  | Classé                                          | 1949                                            | Chapelle Notre-Dame de Coat-an-Poudou                    |
| Chapelle de la Trinité de Melgven                        | Melgven        |                                                 | 47° 55′ 08″ nord, 3° 49′ 02″ ouest              | « PA00090113 »                                  | Classé                                          | 1914                                            | Chapelle de la Trinité de Melgven                        |
| Calvaire de Mellac                                       | Mellac         |                                                 | 47° 54′ 14″ nord, 3° 34′ 36″ ouest              | « PA00090114 »                                  | Inscrit                                         | 1932                                            | Calvaire de Mellac                                       |
| Manoir de Kernault                                       | Mellac         |                                                 | 47° 53′ 15″ nord, 3° 35′ 53″ ouest              | « PA00090485 »                                  | Classé Inscrit                                  | 1991                                            | Manoir de Kernault                                       |
| Calvaire de la chapelle Sainte-Catherine                 | Mespaul        |                                                 | 48° 37′ 10″ nord, 4° 03′ 28″ ouest              | « PA29000013 »                                  | Inscrit                                         | 1997                                            | Calvaire de la chapelle Sainte-Catherine                 |
| Croas Ar Vossen                                          | Mespaul        |                                                 | 48° 37′ 02″ nord, 4° 02′ 41″ ouest              | « PA29000012 »                                  | Inscrit                                         | 1997                                            | Croas Ar Vossen                                          |
| Église Saint-Aurélien de Mespaul                         | Mespaul        |                                                 | 48° 37′ 21″ nord, 4° 01′ 22″ ouest              | « PA29000014 »                                  | Inscrit                                         | 1997                                            | Église Saint-Aurélien de Mespaul                         |
| Allée couverte de Kergoustance                           | Moëlan-sur-Mer | Kergoustance                                    | 47° 48′ 52″ nord, 3° 38′ 14″ ouest              | « PA29000005 »                                  | Inscrit                                         | 1996                                            | Allée couverte de Kergoustance                           |
| Allée couverte de Kermeur Bihan                          | Moëlan-sur-Mer |                                                 | 47° 48′ 50″ nord, 3° 42′ 01″ ouest              | « PA00090115 »                                  | Inscrit                                         | 1982                                            | Allée couverte de Kermeur Bihan                          |
| Chapelle Saint-Philibert et Saint-Roch de Moëlan-sur-Mer | Moëlan-sur-Mer | Place de Lindenfelds                            | 47° 48′ 45″ nord, 3° 37′ 37″ ouest              | « PA00090123 »                                  | Classé                                          | 1943                                            | Chapelle Saint-Philibert et Saint-Roch de Moëlan-sur-Mer |
| Dolmen de Kercadoret                                     | Moëlan-sur-Mer | 20 rue de Kercadoret                            | 47° 49′ 00″ nord, 3° 37′ 24″ ouest              | « PA00090116 »                                  | Inscrit                                         | 1973                                            | Image manquante Téléverser                               |
| Allée couverte et menhir de Kercordonner                 | Moëlan-sur-Mer |                                                 | 47° 47′ 51″ nord, 3° 39′ 34″ ouest              | « PA00090117 »                                  | Classé                                          | 1931                                            | Allée couverte et menhir de Kercordonner                 |
| Menhir de Bellevue                                       | Moëlan-sur-Mer | Rue de Bellevue-Lann Vihan                      | 47° 48′ 25″ nord, 3° 37′ 55″ ouest              | « PA00090122 »                                  | Classé                                          | 1977                                            | Menhir de Bellevue                                       |
| Menhir de Mentoul                                        | Moëlan-sur-Mer | 16 rue de Quimperlé                             | 47° 48′ 57″ nord, 3° 37′ 23″ ouest              | « PA00090120 »                                  | Classé                                          | 1973                                            | Menhir de Mentoul                                        |
| Menhir de Kerseler                                       | Moëlan-sur-Mer | Kerzeller                                       | 47° 50′ 07″ nord, 3° 37′ 57″ ouest              | « PA00090119 »                                  | Inscrit                                         | 1982                                            | Image manquante Téléverser                               |
| Menhir de Kergoulouet                                    | Moëlan-sur-Mer | Kergoulouet                                     | 47° 48′ 57″ nord, 3° 39′ 58″ ouest              | « PA00090118 »                                  | Inscrit                                         | 1974                                            | Image manquante Téléverser                               |
| Menhir de Mescléo                                        | Moëlan-sur-Mer | D 24                                            | 47° 48′ 08″ nord, 3° 37′ 00″ ouest              | « PA00090121 »                                  | Inscrit                                         | 1973                                            | Menhir de Mescléo                                        |
|                                                          | Morlaix        | Voir Liste des monuments historiques de Morlaix | Voir Liste des monuments historiques de Morlaix | Voir Liste des monuments historiques de Morlaix | Voir Liste des monuments historiques de Morlaix | Voir Liste des monuments historiques de Morlaix | Voir Liste des monuments historiques de Morlaix          |
| Allée couverte de Kervoulédic                            | Motreff        |                                                 | 48° 14′ 56″ nord, 3° 32′ 25″ ouest              | « PA00090138 »                                  | Inscrit                                         | 1968                                            | Allée couverte de Kervoulédic                            |
| Motte castrale de Kergorlay                              | Motreff        |                                                 | 48° 12′ 16″ nord, 3° 32′ 09″ ouest              | « PA29000016 »                                  | Inscrit                                         | 1997                                            | Image manquante Téléverser                               |

### N-O
| Monument                               | Commune  | Adresse                                     | Coordonnées                        | Notice         | Protection | Date | Illustration                           |
| -------------------------------------- | -------- | ------------------------------------------- | ---------------------------------- | -------------- | ---------- | ---- | -------------------------------------- |
| Chapelle Sainte-Barbe de Névez         | Névez    |                                             | 47° 49′ 13″ nord, 3° 47′ 32″ ouest | « PA00090139 » | Inscrit    | 1972 | Chapelle Sainte-Barbe de Névez         |
| Chapelle Saint-Mathieu de Kerc'hras    | Névez    |                                             | 47° 49′ 37″ nord, 3° 46′ 42″ ouest | « PA00090140 » | Inscrit    | 1972 | Chapelle Saint-Mathieu de Kerc'hras    |
| Chapelle Saint-Nicolas de Port-Manec'h | Névez    |                                             | 47° 48′ 19″ nord, 3° 44′ 34″ ouest | « PA00090141 » | Inscrit    | 1975 | Chapelle Saint-Nicolas de Port-Manec'h |
| Château du Hénan                       | Névez    |                                             | 47° 49′ 53″ nord, 3° 45′ 19″ ouest | « PA00090142 » | Inscrit    | 1935 | Château du Hénan                       |
| Dolmen de Brucou                       | Névez    | Brucou                                      | à géolocaliser                     | « PA00090143 » | Inscrit    | 1971 | Image manquante Téléverser             |
| Dolmens                                | Névez    | Kerascoët                                   | 47° 47′ 31″ nord, 3° 46′ 10″ ouest | « PA00090144 » | Inscrit    | 1980 | Image manquante Téléverser             |
| Retranchement protohistorique          | Névez    | Île de Raguénès                             | 47° 47′ 06″ nord, 3° 47′ 59″ ouest | « PA00090145 » | Inscrit    | 1971 | Retranchement protohistorique          |
| Stèle protohistorique                  | Névez    | Place de l'Église Angle sud-est de l'église | 47° 49′ 11″ nord, 3° 47′ 30″ ouest | « PA00090146 » | Inscrit    | 1972 | Image manquante Téléverser             |
| Phare du Créac'h                       | Ouessant |                                             | 48° 27′ 33″ nord, 5° 07′ 44″ ouest | « PA29000048 » | Classé     | 2011 | Phare du Créac'h                       |
| Phare de la Jument                     | Ouessant |                                             | 48° 25′ 40″ nord, 5° 08′ 00″ ouest | « PA29000084 » | Classé     | 2017 | Phare de la Jument                     |
| Phare de Nividic                       | Ouessant |                                             | 48° 26′ 44″ nord, 5° 09′ 03″ ouest | « PA29000083 » | Classé     | 2017 | Phare de Nividic                       |
| Phare du Stiff                         | Ouessant |                                             | 48° 28′ 28″ nord, 5° 03′ 24″ ouest | « PA29000052 » | Classé     | 2011 | Phare du Stiff                         |

## Anciens monuments historiques
| Monument                                 | Commune            | Adresse            | Coordonnées    | Notice         | Protection                                    | Date | Illustration               |
| ---------------------------------------- | ------------------ | ------------------ | -------------- | -------------- | --------------------------------------------- | ---- | -------------------------- |
| Chambre sépulcrale de Kersaint-Plabennec | Kersaint-Plabennec | Place de la Mairie | à géolocaliser | « PA00090019 » | Déclassé par journal officiel du 15 mars 1967 | 1950 | Image manquante Téléverser |